# 2020年東京オリンピックの開会式
2020年東京オリンピックの開会式（2020ねんとうきょうオリンピックのかいかいしき、英語: 2020 Summer Olympics opening ceremony）は、2021年（令和3年）7月23日（金曜日・スポーツの日）20時から約3時間半、オリンピックスタジアム（国立競技場）で行われた東京2020オリンピック競技大会の開会式。式典は、オリンピック憲章に従って行われた。

## 概要

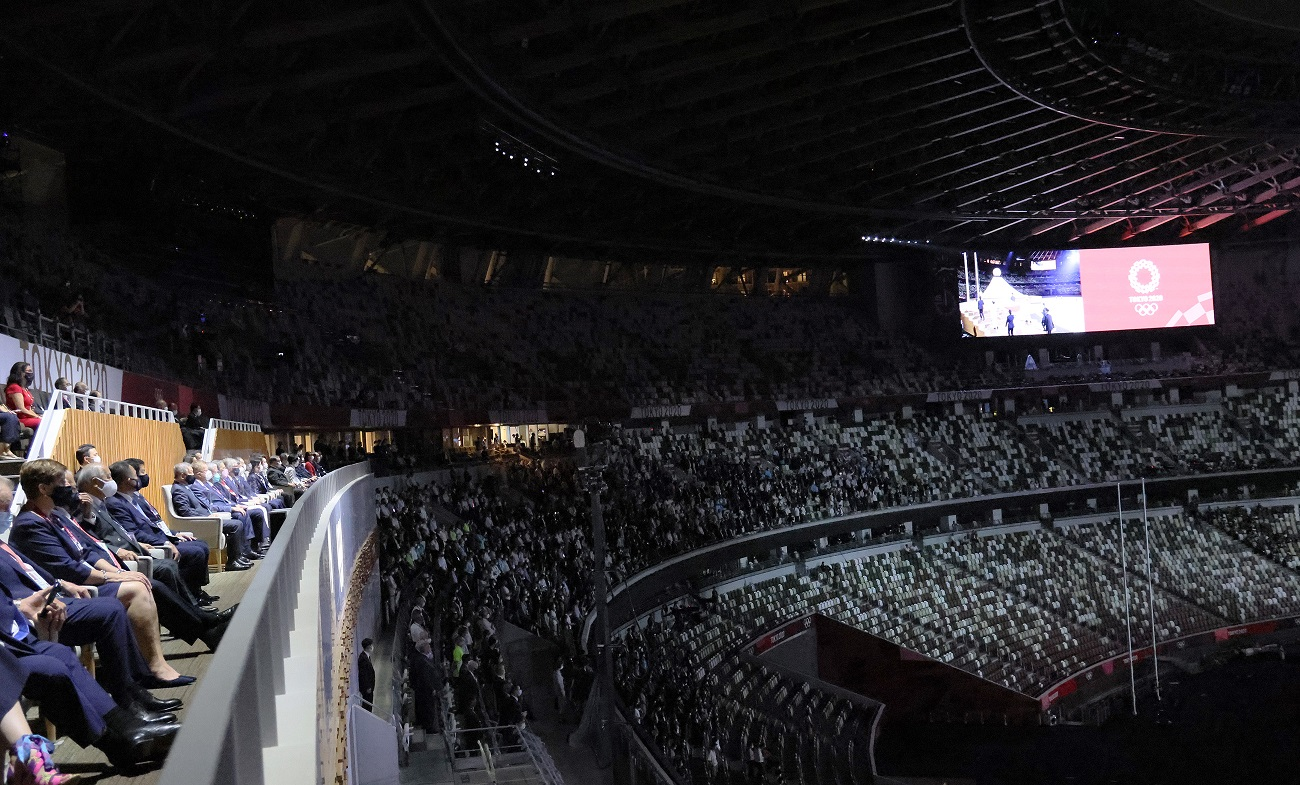
開会式が催されている会場の様子

開会式のコンセプトは、“United by Emotion”（参考和訳：感動で、私たちは一つになる）。
当初は2020年7月24日に予定していたが、新型コロナウイルス感染症（COVID-19）の世界的流行に伴い、1年延期となったため上記日程となった。
入場券は最高で30万円、最低で12,000円で販売していたが、東京都のCOVID-19流行拡大による緊急事態宣言発令を受け、無観客で開催された。
当初は23時に式典終了の予定だったが、入場行進において、ソーシャルディスタンス対策として、選手間の距離を物理的に2メートル以上空ける必要性が生じ、本来の計画よりも時間を要することが判明したため、23時30分に変更した。実際には23時30分になっても式典が続き、23時47分に聖火台への点火が行われた。

## 開会式まで
当初は野村萬斎・佐々木宏らで構成される演出チームが担当予定だったが、野村はアドバイザーを担当。総合演出は小林賢太郎が担当していたが、開幕前日の2021年7月22日に過去のホロコーストに関する問題発言で解任され、空席となった。2016年のリオデジャネイロオリンピック開会式でエグゼクティブ・プロデューサーを務めたマルコ・バリッチと、2012年のロンドンオリンピック開会式でテクニカルディレクターを務めたピアース・シェパードが参加。

## 開演前

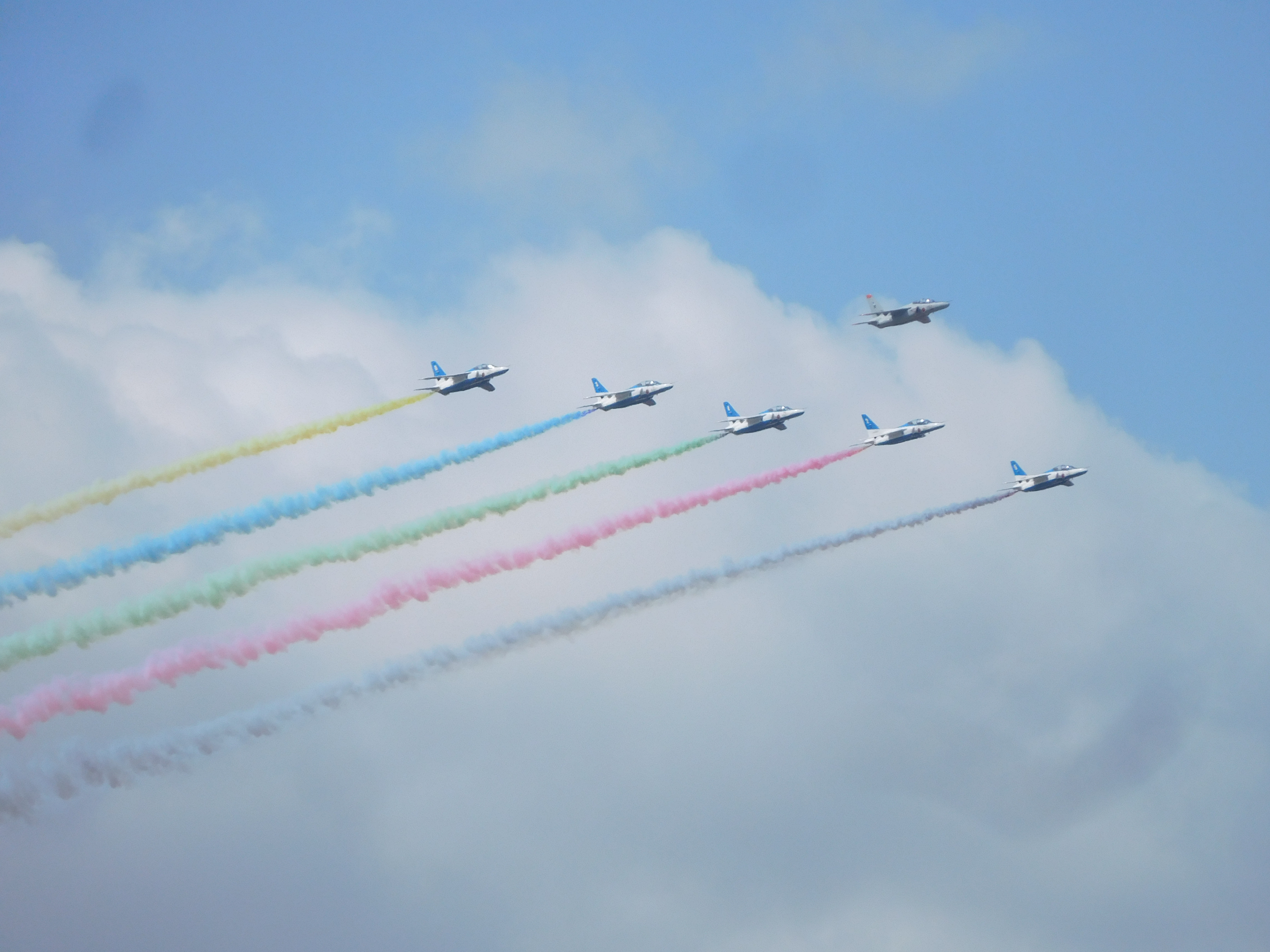
ブルーインパルス（東京オリンピック聖火到着式の模様から）

開会式当日昼に新宿区の東京都庁で行われた聖火到着式では、東京上空で航空自衛隊ブルーインパルスによる五輪の輪を描く模擬飛行が行われた。

## プログラム

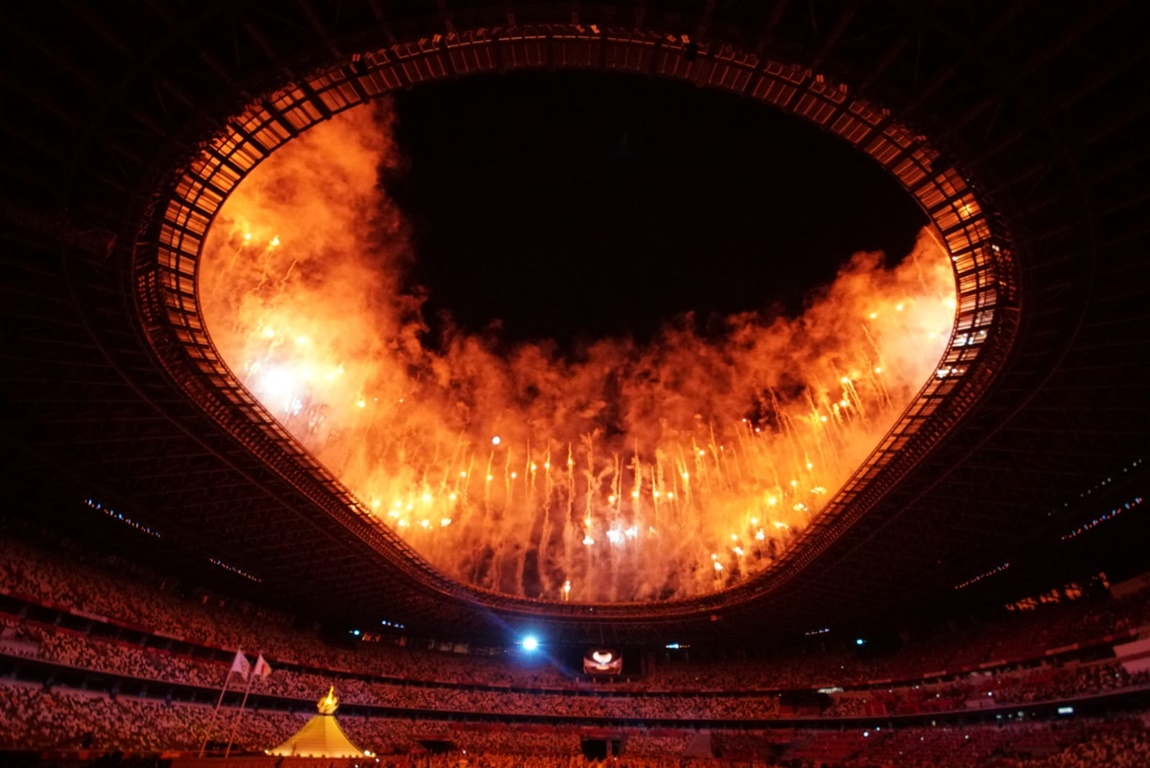
打ち上げられた花火

開会式で灯された提灯

開会式は9部構成とされた。セレモニーのアナウンスは開催国の公用語(事実上)である日本語の他、IOCの公用語であるフランス語、英語で実施された。
日本語アナウンスの担当はフリーアナウンサーの関野浩之、英語アナウンスの担当はフリーアナウンサーでNEWSLINE（NHK WORLD）で気象情報担当だった東海林舞、フランス語アナウンスの担当は獨協大学フランス語学科専任講師のジョルジュ・ヴェスィエール。

### オープニングパフォーマンス
第1章・WHERE THE STORIES BEGIN
開会式が開始すると、オリンピックスタジアムの芝生の中の種が芽吹いたVTRが冒頭に流れ、前回の五輪同様、人間が演じている植物の芽が冒頭に出現する。そこからは映像による演出となり、2013年の招致決定から2020年の新年までの映像が流れ、一度暗転し無人の渋谷や凱旋門などが映し出される。その後、アスリートがスポーツをしながら競技中に映し出される数字を用いてカウントダウンをし、カウントダウンの0の合図で壁を壊すと壁の向こうにオリンピックスタジアムが。カウントダウンの最後に亀倉雄策デザインによる57年前の1964年東京オリンピックポスターをオマージュしたシーンが映し出される。
第2章・APART BUT NOT ALONE
映像パートが終了すると、フィールド上にランニングマシンでトレーニングを積む津端ありさ らのアスリートの姿。コロナ禍で生じる不安や焦りとも戦いながら持ち続ける選手達の心の中をOrganWorksの創作ダンスを交えながら表現。

### 国旗掲揚・国歌独唱

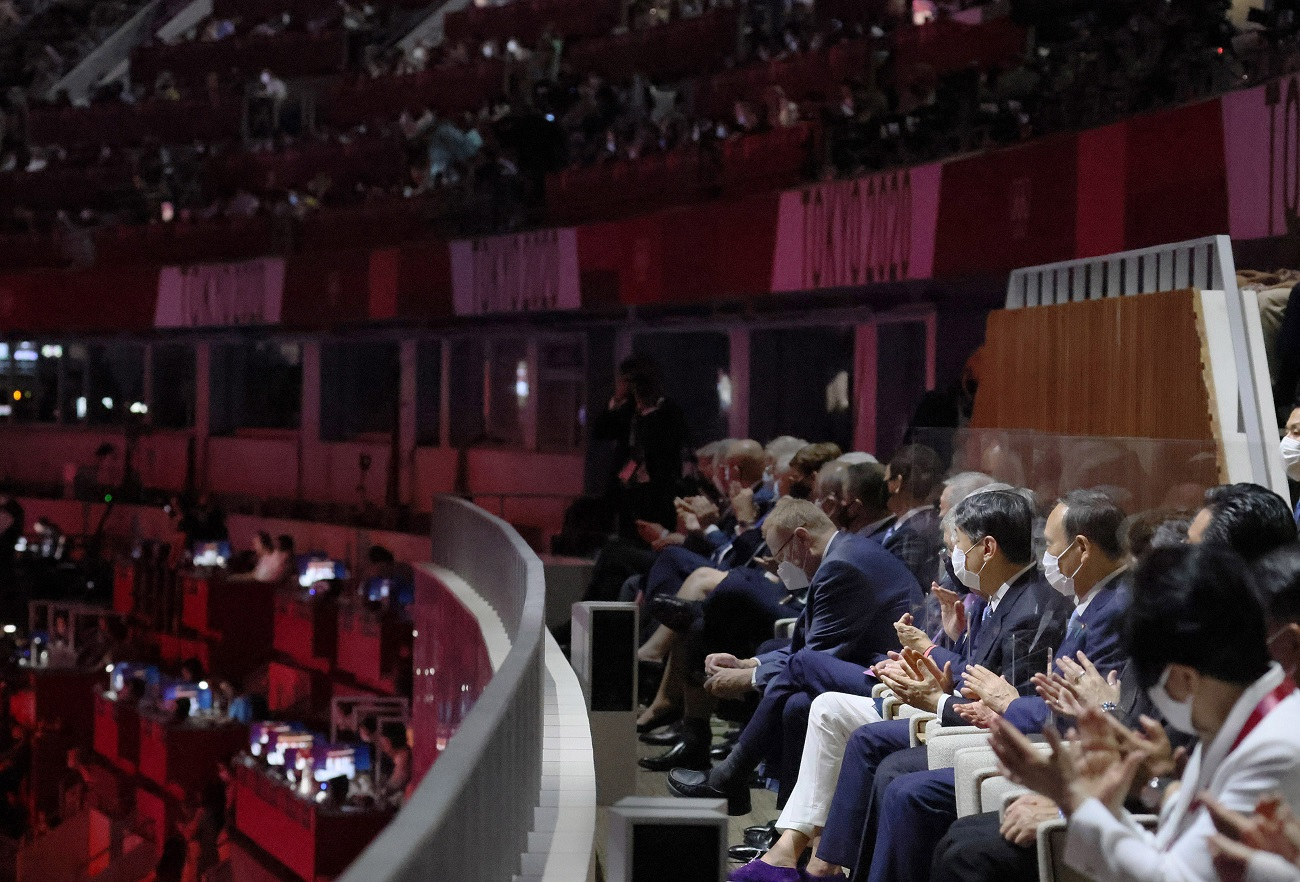
出席した天皇陛下と高官ら

第3章・A WELCOME FROM THE HOST
IOC会長トーマス・バッハや今上天皇の入場後、日本国旗が場内に入場する。元ウエイトリフティング選手で、前回の東京オリンピックにおいて男子フェザー級で金メダルを獲得した三宅義信や、元マラソン選手で、オリンピック金メダリストの高橋尚子ら6名を経て、陸海空自衛隊の代表6名に引き継がれた後、国旗掲揚台に掲揚された。
| 氏名         | 競技・職業           |
| ------------ | -------------------- |
| 三宅義信     | 重量挙げ             |
| 高橋尚子     | 陸上                 |
| 田畑百葉     | カーリング           |
| 酒井響希     | ドラマー             |
| 土肥圭太     | スポーツクライミング |
| あさばみずき | 救急救命士           |

国旗掲揚時に歌手のMISIAによって日本国歌が独唱された。
第4章・A LASTING LEGACY
会場アナウンスでCOVID-19で命を落とした人々、さらにはオリンピック期間中に命を落とした人々（とりわけミュンヘンオリンピックでのテロ事件で被害に遭ったイスラエル選手）を追悼するメッセージが流れた後、フィールド上に難民や浮浪者、被災者らを思わせるような出で立ちの森山未來が現れ、何かが憑依したかのようなパフォーマンスを行い、うずくまる。その後、会場内の全員で黙祷が捧げられた。
黙祷の後、江戸消防記念会による木遣の披露と共に、真矢ミキ、熊谷和徳、東京ゲゲゲイをはじめとするパフォーマーが大工仕事をモチーフとしたパフォーマンスを披露、1964年東京オリンピック時に各国から持ち寄られた植物種を遠軽町で育てた間伐材で作られた木の輪が5つ現れた。

### 選手入場
選手入場は「第5章・HERE TOGETHER」に位置づけられた。
経済学者のムハマド・ユヌス（バングラデシュ）がIOCからオリンピック栄誉賞を授与された ことを紹介する映像の後、オーケストラのチューニング映像と過去の大会における競技のハイライトをリンクさせたVTRが流れ、選手入場が始まった。入場時に選手団の歓迎を促すアナウンスは本来競技場内で直接行われるが、今大会ではこのVTRにナレーションとして内包する形で行われた。
選手入場は「より速く、より高く、より強く、一緒に」（ "Faster, Higher, Stronger - Together" ）のオリンピックのスローガンの投影で終わり、開催国の選手・審判・コーチおよび役員の代表によるオリンピック宣誓が行われた。IOCと大会組織委員会の男女平等推進に沿う形で男女ペアでの宣誓となり、選手は日本選手団主将で陸上男子の山縣亮太と副主将で卓球女子の石川佳純、コーチは柔道男子の井上康生とソフトボールの宇津木麗華が務めた。審判宣誓も、サーフィンの加藤将門審判や水球の津崎明日美審判員により男女ペアで行われた。
宣誓後、出身国も年齢も様々なダンサーと子供達によりダイバーシティ「多様性の調和」をテーマにした、東京2020ロゴを地上で形成するパフォーマンス（振付 平原慎太郎、作曲 景井雅之）が行われた。
続いて、オリンピックの最高位（TOP）スポンサーを務めるインテルによる1824台のドローンショーが行われ、2018年の平昌冬季オリンピック開会式の時に記録していた1218台のギネス記録を更新した。BGMは景井雅之の「和合」。
さらに続いて、会場の杉並児童合唱団やリモートによるアンジェリーク・キジョー、アレハンドロ・サンス、ジョン・レジェンド、キース・アーバンにより「イマジン」が合唱された。

### 開会宣言
開会宣言からオリンピック旗掲揚までは「第6章・PEACE THROUGH SPORT」に位置づけられた。
大会組織委員会会長の橋本聖子、国際オリンピック委員会（IOC）会長のトーマス・バッハによる挨拶に続き、開催国日本の国家元首として今上天皇（徳仁）が開会宣言を述べた。
宣言後、ローマ数字の｢ⅩⅩⅩⅡ｣（32）を表わす花火がオリンピックスタジアムから上がった。

ただ、IOC会長のトーマス・バッハが挨拶の終盤で今上天皇に開会宣言を促す形を取ったことから、開会宣言の前に予定していた「起立」を促すアナウンスを流すことができず、貴賓席に着席していた内閣総理大臣の菅義偉や東京都知事の小池百合子らは宣言が読み上げられてから起立することになってしまった。

### オリンピック旗掲揚・オリンピック賛歌奉唱
スタジアムの中では、オリンピック旗が、6人の国際地域社会に貢献のあった オリンピアンによって運ばれて入場する間に、その5大陸など各地域を代表する6人の紹介がアナウンスされた 。
| 地域           | 氏名                    | 国・地域            | 競技           |
| -------------- | ----------------------- | ------------------- | -------------- |
| アジア         | 桃田賢斗                | 日本                | バドミントン   |
| オセアニア     | エレナ・ガリアボビッチ  | オーストラリア      | 射撃           |
| 難民選手団     | シリル・トシャトシェトⅡ | カメルーン イギリス | 重量挙げ       |
| (南北)アメリカ | パウラ・パレト          | アルゼンチン        | 柔道           |
| アフリカ       | メヘディ・エサディク    | モロッコ            | トライアスロン |
| ヨーロッパ     | パオラ・エゴヌ          | イタリア            | バレーボール   |

そして、掲揚台に近づくと、世界各地のエッセンシャルワーカーに敬意を表す意味で、代表する東京都の8人のワーカーに旗は引き継がれ、掲揚台まで運ばれた後、男女半数ずつの6人の職業自衛官が指揮官とともに受け継ぎ、福島県郡山市の郡山高校の生徒8人（男声）と東京都の豊島岡女子学園高校の生徒12人（女声）で編成された混声合唱団が、東京都交響楽団のオーケストラ演奏に合わせてオリンピック賛歌（英語歌詞）を奉唱する中、自衛官の代表によってオリンピック旗が掲揚された。
オリンピック旗掲揚直後、スーザン・ボイルが歌唱した「翼をください」がBGMとして流れ、鳩の形のプロジェクションマッピングと同時に特殊効果の紙鳩がオリンピックスタジアム中に飛び舞った。

### パフォーマンス後半
第7章・LET THE GAMES BEGIN
会場内に現れたなだぎ武扮するテレビレポーター、イベントスタッフ役の辻本耕志らによる寸劇 を挟み、1964年東京大会から初めて採用された競技を表すピクトグラムについて、今大会向けに作成された全50種類を、ピクトグラムに扮したが〜まるちょば（HIRO-PON）、GABEZ、南大介、松本亮が全身で表現するパフォーマンスを披露。
第8章・TIME TO SHINE
その後映像パートに切り替わる（この映像パートは、2016年リオデジャネイロ大会閉会式のフラッグハンドオーバーセレモニーでも映像パートを手がけた児玉裕一が制作を担当した）、オリンピックスタジアムのコントロールセンターで悪戯するスタッフ役の劇団ひとりの後ろに上司役の荒川静香 が現れて劇団ひとりをたしなめると、劇団ひとりがスイッチを押し、東京スカイツリーや浅草寺など都内の様々なスポットの照明が点灯する。映像の終盤、歌舞伎座で誰かが登場するはずが誰も登場せず劇団ひとりが慌てふためく中、荒川静香が「ABZ」と書かれたスイッチを入れると場内の映像に切り替わり、市川海老蔵による「暫」が披露され、引き続いて上原ひろみが自身のアルバム「Spectrum」の中からオリジナル曲『Spectrum』を披露、ジャズピアノと歌舞伎とのコラボレーションが行われる。
第72回NHK紅白歌合戦では、劇団ひとりがスイッチで悪戯をし、司会者の大泉洋を困らせたあと、劇団ひとりが「MKS」と書かれた金のミラーボールのスイッチを押すと、松平健が「AKIRA」をほうふつとさせるバイクに乗って東京国際フォーラムへと向かい、最後はスケートボードに乗って「マツケンサンバII」へのパフォーマンスに移行するというオマージュ的な演出が行われた。

### 聖火点火
聖火点火は「第9章・HOPE LIGHTS OUR WAY」に位置づけられた。
オリンピックスタジアムでのリレーは、いずれもオリンピック三連覇を果たした経験のある、元レスリング選手の吉田沙保里と元柔道選手の野村忠宏の2名、元野球選手の長嶋茂雄、王貞治、松井秀喜の3名、クルーズ客船「ダイヤモンド・プリンセス」で発生した新型コロナウイルス感染症の集団感染の対応にあたった医師の大橋博樹と看護師の北川純子、東京パラリンピック・トライアスロン出場予定選手の土田和歌子、東日本大震災の被災地のうち岩手県、宮城県、福島県の児童6名 が聖火を引き継ぎ、テニス選手で、今大会に出場した大坂なおみが最終ランナーを務め、聖火台に点火した。
最終点火者に大坂が選ばれた理由として、大会組織委員会でエグゼクティブプロデューサーを務めた日置貴之は「大会コンセプトであるダイバーシティとインクルージョンを最重要視し、慎重に人選を重ねてきた。復興のシンボルとして東北の子どもたち、レジェンドの方たち、アスリートの方たち、ジェンダーバランスも考慮した。（大坂は）日本を代表するアスリートでいろいろなメッセージを発している方。最もふさわしい最終走者として組織委員会として決定した」と説明している。

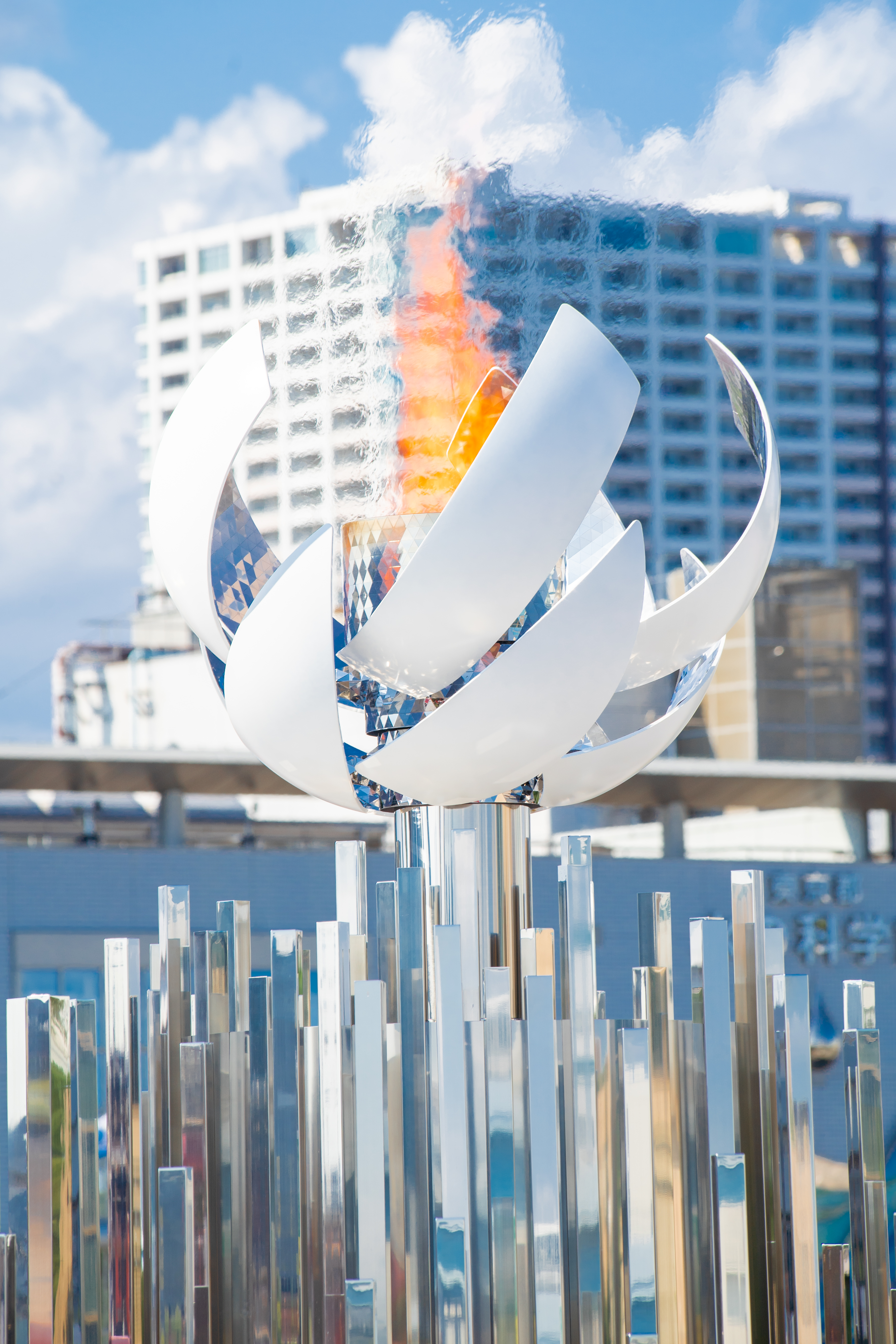
夢の大橋に移された聖火台

聖火台は消防法との兼ね合いで大会期間中、オリンピックスタジアムに点火し続けるのは困難との指摘が競技場の建て替え時に東京消防庁からあった。その為、聖火はその後、江東区の夢の大橋に移され、元バドミントン選手で、2016年のリオデジャネイロオリンピックにおいて女子ダブルスで金メダルを獲得した高橋礼華が再度点火した。

## 選手入場について
入場順はオリンピック発祥地であるギリシャを先頭に個人参加の難民選手団のあと、日本語における各国表記の五十音順に入場した。夏季・冬季問わず、オリンピックにおいて日本語の五十音順を軸とした入場が行われるのは史上初である。
ただし、最後に入場した3カ国を除いて以下の例外が存在した。
- イギリス（グレートブリテン及び北アイルランド連合王国）、イギリス領ヴァージン諸島 - 日本国の公用語表記[注釈 11]である「英国」（えいこく）、「英領バージン諸島」（えいりょうバージンしょとう）として扱い（イギリス#国名参照）、ウルグアイとエクアドルの間で入場[68]。
- ROC（ロシア）[注釈 12] - ロシアオリンピック委員会のフランス語による表記「COR（Comité Olympique Russe）」の英語読み「シー・オー・アール」として扱い、サンマリノとシエラレオネの間で入場[74][75]。
- チャイニーズタイペイ（中華民国、台湾） - 「台北」（タイペイ）として扱い、韓国（大韓民国）とタジキスタンの間で入場した[76]。チャイニーズタイペイについては「台湾（たいわん）」[注釈 13]の五十音順の読み方に従ったとする説もあるが[79]、組織委員会が7月24日の記者会見で『タイペイの「タ」で入場することになった』と明確に説明した[注釈 14][80]。
- アメリカ領サモア、アメリカ領ヴァージン諸島 - アメリカ合衆国の日本国における公用語表記[注釈 15]である「米国」に基づき「米領サモア」（べいりょうサモア）、「米領バージン諸島」（べいりょうバージンしょとう）として扱い、ブルンジとベトナムの間で入場した。

最後は次回以降の開催国（次々回のアメリカ合衆国、次回のフランス）に続き、今大会の開催国である日本の順に入場した。次々回→次回→今回の3ヵ国が最後に入場する方式は今大会で初めて採用され、翌年の2022年冬季大会以降全ての大会で踏襲されている。
行進曲として日本を代表する人気コンピュータゲームの音楽19曲が使用された。使用された曲については下述する。
国名のプラカードや、プラカードを持つ人の衣装は漫画をモチーフにしており、吹き出しや集中線がデザインされていた。
またIOCは今大会以降、参加する全ての国と地域に対し旗手を原則として男女一人ずつの2人体制とするように求めている。
| 順番 | チーム                                       | 女性旗手                                           | 男性旗手                                     |
| ---- | -------------------------------------------- | -------------------------------------------------- | -------------------------------------------- |
| 1    | ギリシャ (GRE)                               | アンナ・コラカキ                                   | エレフテリオス・ペトルニアス                 |
| 2    | 難民選手団 (EOR)                             | ユスラ・マルディニ                                 | タクロウィニ・ガブリエソス                   |
| 3    | アイスランド (ISL)                           | スネフリドゥル・ソル・ヨルナルドッティル           | アントン・マッキー                           |
| 4    | アイルランド (IRL)                           | ケリー・アン・ハリントン                           | ブレンダン・アーバイン                       |
| 5    | アゼルバイジャン (AZE)                       | ファリダ・アジゾワ                                 | ルスタム・オルジョフ                         |
| 6    | アフガニスタン (AFG)                         | カミア・ユーソフィ                                 | ファルザド・マンスーリ                       |
| 7    | アラブ首長国連邦 (UAE)                       | N/A                                                | ユスフ・マトルーシ                           |
| 8    | アルジェリア (ALG)                           | アメル・メリヒ                                     | モハメド・フリシ                             |
| 9    | アルゼンチン (ARG)                           | セシリア・カランサ・サロリ                         | サンティアゴ・ラウル・ランヘ                 |
| 10   | アルバ (ARU)                                 | アライソン・ポンソン                               | ミケル・スフレーダース                       |
| 11   | アルバニア (ALB)                             | ルイザ・ゲガ                                       | ブリケン・カリャ                             |
| 12   | アルメニア (ARM)                             | バルセニク・マヌチャリャン                         | ホバネス・バチコフ                           |
| 13   | アンゴラ (ANG)                               | ナタリア・サントス                                 | マティアス・モンティーニョ                   |
| 14   | アンティグア・バーブーダ (ANT)               | サマンサ・ロバーツ                                 | セジャー・グリーン                           |
| 15   | アンドラ (AND)                               | モニカ・ドリア・ビラルブラ                         | ポル・モヤ                                   |
| 16   | イエメン (YEM)                               | ヤサミーン・アッ＝ライミ                           | アフメド・アヤシュ                           |
| 17   | イスラエル (ISR)                             | ハンナ・ミネンコ                                   | ヤコブ・トマルキン                           |
| 18   | イタリア (ITA)                               | ジェシカ・ロッシ                                   | エリア・ビビアーニ                           |
| 19   | イラク (IRQ)                                 | ファティマ・アッバス・ワヒーブ・アル＝カビ         | モハンメド・アル＝ハファジ                   |
| 20   | イラン・イスラム共和国 (IRI)                 | ハニイエ・ロスタミヤン                             | モハンマドサマド・ニック・ハバーラミ         |
| 21   | インド (IND)                                 | マングテ・チュングネイジャング・メアリー・コム     | マンプリート・シン                           |
| 22   | インドネシア (INA)                           | ヌルル・アクマル                                   | 和井田理央                                   |
| 23   | ウガンダ (UGA)                               | キラボ・ナムテビ                                   | シャディリ・ブウォギ                         |
| 24   | ウクライナ (UKR)                             | オレナ・コステビッチ                               | ボグダン・ニキシン                           |
| 25   | ウズベキスタン (UZB)                         | ニゴラ・トゥルスンクロワ                           | バホディル・ジャロロフ                       |
| 26   | ウルグアイ (URU)                             | デボラ・ロドリゲス                                 | ブルノ・セトラロ・ベリオロ                   |
| 27   | 英国 (GBR)                                   | ハンナ・ミルズ                                     | モハメド・スビヒ                             |
| 28   | 英領バージン諸島 (IVB)                       | エリナ・フィリップ                                 | カイロン・マクマスター                       |
| 29   | エクアドル (ECU)                             | マリア・アレクサンドラ・エスコバル・ゲレロ         | フリオ・セサル・カスティージョ・トレス       |
| 30   | エジプト (EGY)                               | ヘダヤ・ワフバ                                     | アラッディン・アブエルカセム                 |
| 31   | エストニア (EST)                             | ディナ・エレルマン                                 | トヌ・エンドレクソン                         |
| 32   | エスワティニ (SWZ)                           | ロビン・ヤング                                     | タビソ・ドラミニ                             |
| 33   | エチオピア (ETH)                             | N/A                                                | アブデルマリク・ムクタル                     |
| 34   | エリトリア (ERI)                             | ナズレト・ウェルドゥ                               | ギルマイ・エフレム                           |
| 35   | エルサルバドル (ESA)                         | セリナ・マルケス                                   | エンリケ・ホセ・アラトーン・パカス           |
| 36   | オーストラリア (AUS)                         | ケイト・キャンベル                                 | パティ・ミルズ                               |
| 37   | オーストリア (AUT)                           | ターニャ・フランク                                 | トーマス・ツァヤク                           |
| 38   | オマーン (OMA)                               | N/A                                                | イサ・サミル・ハメド・アル＝アダウィ         |
| 39   | オランダ (NED)                               | ケート・オルデンベービング                         | チュランディ・マルティナ                     |
| 40   | ガーナ (GHA)                                 | ナディア・エーケ                                   | スレマヌ・テッテ                             |
| 41   | カーボベルデ (CPV)                           | ジャイラ・ピナ                                     | ジョルディン・アンドラーデ                   |
| 42   | ガイアナ (GUY)                               | チェルシー・エッジヒル                             | アンドリュー・ファウラー                     |
| 43   | カザフスタン (KAZ)                           | オリガ・リパコワ                                   | カムシベク・クンカバエフ                     |
| 44   | カタール (QAT)                               | タラ・アブジュバラ                                 | モハンメド・アッ＝ルマイヒ                   |
| 45   | カナダ (CAN)                                 | ミランダ・アイム                                   | ネイサン・ヒラヤマ                           |
| 46   | ガボン (GAB)                                 | アヤ・ジラール・デ・ラングラデ・ンパリ             | アントニー・ミュラン・オバメ                 |
| 47   | カメルーン (CMR)                             | ジョセフ・エミリーヌ・エソンベ・ティアコ           | N/A                                          |
| 48   | ガンビア (GAM)                               | ジーナ・バス                                       | エブリマ・カマラ                             |
| 49   | カンボジア (CAM)                             | ブンピチモラカト・ケウン                           | ソコン・ペン                                 |
| 50   | 北マケドニア共和国 (MKD)                     | アルブレシャ・レジェピ                             | デヤン・ゲオルギエフスキ                     |
| 51   | ギニア (GUI)                                 | N/A                                                | N/A                                          |
| 52   | ギニアビサウ (GBS)                           | タシアナ・セザール                                 | N/A                                          |
| 53   | キプロス (CYP)                               | アンドリ・エレフトエリウ                           | ミラン・トライコビッチ                       |
| 54   | キューバ (CUB)                               | ヤイメ・ペレス                                     | ミハイン・ロペス・ヌニェス                   |
| 55   | キリバス (KIR)                               | キナウア・ビリボ                                   | ルーベン・カトアタウ                         |
| 56   | キルギス (KGZ)                               | カニケイ・クバニチェベコワ                         | デニス・ペトラショフ                         |
| 57   | グアテマラ (GUA)                             | イサベジャ・マエグリ                               | フアン・マエグリ                             |
| 58   | グアム (GUM)                                 | レジーン・ケイト・トゥガデ                         | ジョシュター・アンドリュー                   |
| 59   | クウェート (KUW)                             | ララ・ダシュティ                                   | タラル・アッ＝ラシディ                       |
| 60   | クック諸島 (COK)                             | カーステン・アンドレア・フィッシャー＝マースターズ | ウェズリー・ティキアリキ・ロバーツ           |
| 61   | グレナダ (GRN)                               | キンバリー・インス                                 | デルロン・フェリックス                       |
| 62   | クロアチア (CRO)                             | サンドラ・ペルコビッチ                             | ヨシプ・グラスノビッチ                       |
| 63   | ケイマン諸島 (CAY)                           | ジリアン・クルークス                               | ブレット・フレーザー                         |
| 64   | ケニア (KEN)                                 | マーシー・モイム                                   | アンドリュー・アモンデ                       |
| 65   | コートジボワール (CIV)                       | マリー＝ジョゼ・タ・ルー                           | シェイク・サラ・シセ                         |
| 66   | コスタリカ (CRC)                             | アンドレア・カロリナ・バルガス                     | イアン・サンチョ・チンチラ                   |
| 67   | コソボ (KOS)                                 | マイリンダ・ケルメンディ                           | アキル・ジャコバ                             |
| 68   | コモロ (COM)                                 | アメッド・エルナ                                   | ファダーヌ・ハマディ                         |
| 69   | コロンビア (COL)                             | カテリーン・イバルグエン                           | ジュベルヘン・エルネイ・マルティネス・リバス |
| 70   | コンゴ (CGO)                                 | ナターシャ・ゴエ・アカマビ                         | N/A                                          |
| 71   | コンゴ民主共和国 (COD)                       | マルセラ・サコビ・マッツ                           | ダビッド・チャマ・ムウェネカブウェ           |
| 72   | サウジアラビア (KSA)                         | ヤスミーン・ダバグ                                 | フセイン・アリーレザー                       |
| 73   | サモア (SAM)                                 | N/A                                                | アレックス・ローズ                           |
| 74   | サントメ・プリンシペ (STP)                   | ジャミーラ・タバレス                               | ブリー・ダ・コンセイソン・トリスチ           |
| 75   | ザンビア (ZAM)                               | ティルカ・パルク                                   | エバリスト・ムレンガ                         |
| 76   | サンマリノ (SMR)                             | アリアンナ・バローニ                               | ミレス・ナゼム・アミネ                       |
| 77   | ROC (ROC)                                    | ソフィア・ベリカヤ                                 | マクシム・ミハイロフ                         |
| 78   | シエラレオネ (SLE)                           | マギー・バリー                                     | フレデリック・ハリス                         |
| 79   | ジブチ (DJI)                                 | N/A                                                | アデン＝アレグザンドル・フセイン             |
| 80   | ジャマイカ (JAM)                             | シェリー＝アン・フレーザー＝プライス               | リカード・ブラウン                           |
| 81   | ジョージア (GEO)                             | ニーノ・サルクワゼ                                 | ラシャ・タラハゼ                             |
| 82   | シリア・アラブ共和国 (SYR)                   | ヘンド・ザザ                                       | アフマド・サベル・ハムチョ                   |
| 83   | シンガポール (SGP)                           | 于夢雨                                             | 駱建佑                                       |
| 84   | ジンバブエ (ZIM)                             | ドナタ・カタイ                                     | ピーター・パーセル＝ジルピン                 |
| 85   | スイス (SUI)                                 | ムジンガ・カンブンジ                               | マックス・ハインツァー                       |
| 86   | スウェーデン (SWE)                           | サラ・アルゴットソン・オストルト                   | マックス・サルミネン                         |
| 87   | スーダン (SUD)                               | エスラ・モハメド・アフメド・モハメド               | アボバクル・アバス                           |
| 88   | スペイン (ESP)                               | ミレイア・ベルモンテ                               | サウル・クラビオット                         |
| 89   | スリナム (SUR)                               | N/A                                                | レンゾ・ジョン＝ア＝ジョー                   |
| 90   | スリランカ (SRI)                             | ミルカ・ゲハニ・エルピティヤ・バダルジ・ドナ       | チャマラ・レピヤラゲ                         |
| 91   | スロバキア (SVK)                             | ズザナ・リハク・ステフェツェコバ                   | マテイ・ベヌーシュ                           |
| 92   | スロベニア (SLO)                             | エバ・テルチェリ                                   | ボヤン・トキッチ                             |
| 93   | セーシェル (SEY)                             | フェリシティ・パッソン                             | ロドニー・ゴビンデン                         |
| 94   | 赤道ギニア (GEQ)                             | アルバ・ボ・ンチャマ                               | ベンヤミン・エンゼマ                         |
| 95   | セネガル (SEN)                               | ジャンヌ・ブトビアン                               | ムバニク・ンジャイエ                         |
| 96   | セルビア (SRB)                               | ソーニャ・バシッチ                                 | フィリップ・フィリポビッチ                   |
| 97   | セントクリストファー・ネービス (SKN)         | エーミャ・クラーク                                 | ジェイソン・ロジャース                       |
| 98   | セントビンセント及びグレナディーン諸島 (VIN) | シャフィクア・マロニー                             | N/A                                          |
| 99   | セントルシア (LCA)                           | ラバーン・スペンサー                               | ジーン＝リュック・ゼファー                   |
| 100  | ソマリア (SOM)                               | ラムラ・サイード・アフメド・アリ                   | アリ・イドー・ハッサン                       |
| 101  | ソロモン諸島 (SOL)                           | シャロン・フィリスア                               | エドガー・リチャードソン・イロ               |
| 102  | タイ (THA)                                   | ナファスワン・ヤーンパイブーン                     | サワテ・スレスタポーン                       |
| 103  | 大韓民国 (KOR)                               | キム・ヨンギョン                                   | ファン・ソヌ                                 |
| 104  | チャイニーズタイペイ (TPE)                   | 郭婞淳                                             | 盧彦勲                                       |
| 105  | タジキスタン (TJK)                           | N/A                                                | テムル・ラヒモフ                             |
| 106  | タンザニア連合共和国 (TAN)                   | N/A                                                | N/A                                          |
| 107  | チェコ共和国 (CZE)                           | ペトラ・クビトバ                                   | トマーシュ・サトランスキー                   |
| 108  | チャド (CHA)                                 | デモス・メムネルーム                               | バシル・アフマト・マハマト                   |
| 109  | 中央アフリカ共和国 (CAF)                     | クロエ・サウボウレル                               | フランキー・ムボット                         |
| 110  | 中華人民共和国 (CHN)                         | 朱婷                                               | 趙帥                                         |
| 111  | チュニジア (TUN)                             | イネス・ブバクリ                                   | メフディ・ベン・シェイフ                     |
| 112  | チリ (CHI)                                   | フランシスカ・クロベット・チャディド               | マルコ・グリマルト                           |
| 113  | ツバル (TUV)                                 | マティー・スタンリー                               | カラロ・ヘポイテロト・マイブカ               |
| 114  | デンマーク (DEN)                             | サラ・スロット・ペーターセン                       | ヨナス・ワーラー                             |
| 115  | ドイツ (GER)                                 | ラウラ・ルートビヒ                                 | パトリック・ハウスディンク                   |
| 116  | トーゴ (TOG)                                 | クレア・エイボン                                   | ドジ・ファニー                               |
| 117  | ドミニカ (DMA)                               | テア・ラフォンド                                   | デニック・ルーク                             |
| 118  | ドミニカ共和国 (DOM)                         | プリシージャ・リベラ・ブレンス                     | ロドリゴ・マルテ・デ・ラ・ロサ               |
| 119  | トリニダード・トバゴ (TTO)                   | ケリー＝アン・バプティステ                         | N/A                                          |
| 120  | トルクメニスタン (TKM)                       | グルバダム・ババムラトワ                           | メルダン・アタエフ                           |
| 121  | トルコ (TUR)                                 | メルベ・トゥンジェル                               | ベルケ・サカ                                 |
| 122  | トンガ (TGA)                                 | マリア・パセカ(Malia Paseka)                       | ピタ・タウファトファ                         |
| 123  | ナイジェリア (NGR)                           | オドゥナヨ・フォラサデ・アデクオロエ               | クアドリ・アルナ                             |
| 124  | ナウル (NRU)                                 | ナンシー・ゲンゼル・アボウケ                       | ジョナ・ハリス                               |
| 125  | ナミビア (NAM)                               | マイケ・ディークマン                               | ジョナス・ジョナス                           |
| 126  | ニカラグア (NCA)                             | セマ・ナンシー・ルドリック・リバス                 | エドウィン・オルランド・バルベレナ・メルカド |
| 127  | ニジェール (NIG)                             | ルーカヤ・ムサ・マハマヌ                           | アブドゥル・ラザク・イスフ・アルファガ       |
| 128  | ニュージーランド (NZL)                       | サラ・ヒリニ                                       | デービッド・ニイカ                           |
| 129  | ネパール (NEP)                               | ゴーリカ・シン                                     | アレクサンデル・シャフ                       |
| 130  | ノルウェー (NOR)                             | アネ・トゥクセン                                   | トモエ・フバス                               |
| 131  | バーレーン (BRN)                             | ヌール・ユスフ・アブドッラー                       | フサイン・アッ＝サイヤド                     |
| 132  | ハイチ (HAI)                                 | サビアナ・アネストル                               | ダレル・バルサン・ジュニア                   |
| 133  | パキスタン (PAK)                             | マフール・シャハザド                               | ムハンマド・ハリル・アフタール               |
| 134  | パナマ (PAN)                                 | アテイナ・ビロン                                   | アロンソ・エドワード                         |
| 135  | バヌアツ (VAN)                               | N/A                                                | リーリオ・リー                               |
| 136  | バハマ (BAH)                                 | ジョアナ・エバンズ                                 | ドナルド・トーマス                           |
| 137  | パプアニューギニア (PNG)                     | ロア・ディカ・トゥア                               | モレア・バル                                 |
| 138  | バミューダ (BER)                             | N/A                                                | ダラ・アリザデ                               |
| 139  | パラオ (PLW)                                 | オシサン・チルトン                                 | アドリアン・ジャスティン・ヒメナ・イリラウ   |
| 140  | パラグアイ (PAR)                             | ベロニカ・セペデ・ロイグ                           | ファブリシオ・サノッティ                     |
| 141  | バルバドス (BAR)                             | ダニエル・タイタス                                 | アレックス・ソバーズ                         |
| 142  | パレスチナ (PLE)                             | ダニア・ヌール                                     | モハンメド・ハマダ                           |
| 143  | ハンガリー (HUN)                             | モハメド・アイダ・ガブリエラ                       | チェ・ラースロー                             |
| 144  | バングラデシュ (BAN)                         | N/A                                                | アリフル・イスラム                           |
| 145  | 東ティモール民主共和国 (TLS)                 | イメルダ・ヒメネス・ベロ                           | フェリスベルト・デ・デウス                   |
| 146  | フィジー (FIJ)                               | ルシラ・ナガサウ                                   | タイチ・ワカヤマ                             |
| 147  | フィリピン (PHI)                             | 渡辺聖未                                           | エウミル・マーシアル                         |
| 148  | フィンランド (FIN)                           | サトゥ・マケラ＝ヌンメラ                           | アリ＝ペッカ・リウッコネン                   |
| 149  | ブータン (BHU)                               | カルマ・カルマ                                     | サンゲイ・テンジン                           |
| 150  | プエルトリコ (PUR)                           | アドリアーナ・ディアス                             | ブリアン・アファナドル                       |
| 151  | ブラジル (BRA)                               | ケトレイン・クアドロス                             | ブルーノ・モッサ・レゼンデ                   |
| 152  | ブルガリア (BUL)                             | マリア・グロズデバ                                 | ヨシフ・ミラディノフ                         |
| 153  | ブルキナファソ (BUR)                         | アンジェリカ・ウエドラオゴ                         | ユーグ・ファブリス・ザンゴ                   |
| 154  | ブルネイ・ダルサラーム (BRU)                 | N/A                                                | ムハンマド・イサ・アフマド                   |
| 155  | ブルンジ (BDI)                               | オルネラ・ハビアリマナ                             | ベリ＝クレスス・ガニラ                       |
| 156  | 米領サモア (ASA)                             | ティラリ・スカンラン                               | タヌマフィリ・マリエトア・ユングブルト       |
| 157  | 米領バージン諸島 (ISV)                       | ナタリア・ジーン・カイパーズ                       | アドリエル・サネス                           |
| 158  | ベトナム (VIE)                               | クアック・ティ・ラン                               | グエン・フイ・ホアン                         |
| 159  | ベナン (BEN)                                 | ナフィサト・ラジ                                   | プリベル・インカティ                         |
| 160  | ベネズエラ (VEN)                             | カレン・レオン                                     | アントニオ・ホセ・ディアズ・フェルナンデス   |
| 161  | ベラルーシ (BLR)                             | ハンナ・マルサワ                                   | ミキタ・ツミフ                               |
| 162  | ベリーズ (BIZ)                               | サマンサ・ダークス                                 | ショーン・ギル                               |
| 163  | ペルー (PER)                                 | ダニエヤ・ロサス                                   | ルカ・メシナス                               |
| 164  | ベルギー (BEL)                               | ナフィサトゥ・ティアム                             | フェリックス・ベロニク・デナイエ             |
| 165  | ポーランド (POL)                             | マヤ・ヴウォシュチョフスカ                         | パベウ・コジェニョフスキ                     |
| 166  | ボスニア・ヘルツェゴビナ (BIH)               | ラリサ・ツェリッチ                                 | アメル・トゥカ                               |
| 167  | ボツワナ (BOT)                               | アマントル・モントショー                           | ラジャブ・オツキレ・マホメッド               |
| 168  | ボリビア (BOL)                               | カレン・トレス                                     | ガブリエル・カスティージョ                   |
| 169  | ポルトガル (POR)                             | テルマ・モンテイロ                                 | ネルソン・エボラ                             |
| 170  | ホンコン・チャイナ (HKG)                     | 謝影雪                                             | 張家朗                                       |
| 171  | ホンジュラス (HON)                           | ケイラ・パオラ・アビラ・ラミレス                   | フリオ・オレゴ                               |
| 172  | マーシャル諸島 (MHL)                         | コリーン・ファージソン                             | フィリップ・キノノ                           |
| 173  | マダガスカル (MAD)                           | ダミエラ・ノメンジャナハリー                       | エリク・ヘルマン・アンドリアンツィトハイニア |
| 174  | マラウイ (MAW)                               | ジェシカ・マクウェンダ                             | アラネオ・デービッド                         |
| 175  | マリ (MLI)                                   | N/A                                                | セイドゥ・フォファナ                         |
| 176  | マルタ (MLT)                                 | エレノール・ベッジーナ                             | アンドリュー・チェトクティ                   |
| 177  | マレーシア (MAS)                             | 呉柳瑩                                             | 李梓嘉                                       |
| 178  | ミクロネシア連邦 (FSM)                       | テヤンナ・アダムズ                                 | スコット・ジェームズ・フィティ               |
| 179  | 南アフリカ (RSA)                             | プメレラ・ルフムロ・ムバンデ                       | チャド・ル・クロス                           |
| 180  | 南スーダン (SSD)                             | ルシア・モリス                                     | アブラハム・グエム                           |
| 181  | ミャンマー (MYA)                             | N/A                                                | N/A                                          |
| 182  | メキシコ (MEX)                               | ガブリエラ・ロペス                                 | ロメル・パチェコ・マルフォ                   |
| 183  | モーリシャス (MRI)                           | マリー・アニトラ・ロワリャ・ラネーボソア           | ルイス・リカルノ・コリン                     |
| 184  | モーリタニア (MTN)                           | フレイェ・バ                                       | アービディーン・アービディーン               |
| 185  | モザンビーク (MOZ)                           | ラディ・アドジンダ・グラマネ                       | ケビン・ロフォルテ                           |
| 186  | モナコ (MON)                                 | 楊暁欣                                             | クエンティン・アントニェリ                   |
| 187  | モルディブ (MDV)                             | ファティマト・ナバーハ・アブドゥル・ラザク         | ムバル・アザム・イブラヒム                   |
| 188  | モルドバ共和国 (MDA)                         | アレクサンドラ・ミルカ                             | ダン・オラル                                 |
| 189  | モロッコ (MAR)                               | ウーマイマ・ベル・アフビブ                         | ラムジ・ブーヒアム                           |
| 190  | モンゴル (MGL)                               | フラン・オノルバータル                             | ドゥーレンバヤル・ウルジーバヤル             |
| 191  | モンテネグロ (MNE)                           | ヨバンカ・ラディチェビッチ                         | ドラシュコ・ブルグリャン                     |
| 192  | ヨルダン (JOR)                               | ジュリアナ・アッ＝サデク                           | ゼヤド・エイシャイフ・フセイン・エアシャシュ |
| 193  | ラオス人民民主共和国 (LAO)                   | シリナ・パー・アパイ                               | サンティスック・インタウォン                 |
| 194  | ラトビア (LAT)                               | エレナ・オスタペンコ                               | アグニス・ツァバルス                         |
| 195  | リトアニア (LTU)                             | サンドラ・ヤブロンスキテ                           | ギエドリウス・ティテニス                     |
| 196  | リビア (LBA)                                 | N/A                                                | アル＝フセイン・ガムブール                   |
| 197  | リヒテンシュタイン (LIE)                     | ユリア・ハスラー                                   | ラファエル・シュウェンディンガー             |
| 198  | リベリア (LBR)                               | エボニー・モリソン                                 | ジョゼフ・ファーブッレ                       |
| 199  | ルーマニア (ROU)                             | シモナ・ラディシュ                                 | ロベルト・グリンツァ                         |
| 200  | ルクセンブルク (LUX)                         | クリスティーヌ・マジェルス                         | ラファエル・スタキオッティ                   |
| 201  | ルワンダ (RWA)                               | アルフォンシーヌ・アガホゾ                         | ジョン・ハキジマナ                           |
| 202  | レソト (LES)                                 | N/A                                                | N/A                                          |
| 203  | レバノン (LBN)                               | レイ・バシル                                       | ナシフ・エリアス                             |
| 204  | アメリカ合衆国 (USA)                         | スー・バード                                       | エディ・アルバレス                           |
| 205  | フランス (FRA)                               | クラリス・アグベニェヌ                             | サミール・アイット・サイード                 |
| 206  | 日本 (JPN)                                   | 須崎優衣                                           | 八村塁                                       |

| 曲名                               | 出典                                                             | 作曲                   |
| ---------------------------------- | ---------------------------------------------------------------- | ---------------------- |
| 序曲：ロトのテーマ                 | ドラゴンクエストIII そして伝説へ… （ドラゴンクエストシリーズ）   | すぎやまこういち       |
| 勝利のファンファーレ               | ファイナルファンタジーシリーズ                                   | 植松伸夫               |
| メインテーマ                       | ファイナルファンタジーシリーズ                                   | 植松伸夫               |
| 王都-威風堂々                      | テイルズ オブ グレイセス                                         | 桜庭統 青山響 田村宏史 |
| スレイのテーマ〜導師〜             | テイルズ オブ ゼスティリア                                       | 桜庭統                 |
| 英雄の証                           | モンスターハンターシリーズ                                       | 甲田雅人               |
| 旅立ちの風                         | モンスターハンター4                                              | 鈴木まり香             |
| Olympus Coliseum - The Shining Sun | キングダム ハーツ シリーズ                                       | 下村陽子               |
| Hero's Fanfare                     | キングダム ハーツIII                                             | 下村陽子               |
| カエルのテーマ                     | クロノ・トリガー                                                 | 光田康典               |
| ロボのテーマ                       | クロノ・トリガー                                                 | 光田康典               |
| eFootball walk-on theme            | ウイニングイレブンシリーズ                                       | 不明                   |
| First Flight                       | エースコンバット5 ジ・アンサング・ウォー                         | 小林啓樹               |
| Star Light Zone                    | ソニック・ザ・ヘッジホッグ（第1作）                              | 中村正人               |
| 01 ACT I-1                         | GRADIUS IN CLASSIC I（グラディウスシリーズオーケストラアルバム） | 古川もとあき           |
| Guardians                          | ファンタシースターユニバース                                     | 小林秀聡               |
| イニシエノウタ                     | ニーアシリーズ                                                   | 岡部啓一               |
| オープニングタイトル               | ロマンシング サ・ガシリーズ                                      | 伊藤賢治               |
| The Brave New Stage of History     | ソウルキャリバー                                                 | 中鶴潤一               |

## トラブル
- KADOKAWAは開会式の公式プログラムを開催翌日の7月24日に発売することを予定していたが、インタビューが掲載されていた小林賢太郎の解任を受け、同月22日に発売中止にすることを発表した[88][89]。
- アトラクションでは当初俳優の竹中直人も出演を予定しており、7月21日に行われたリハーサルにも出演していた。しかし、竹中は1985年に発売されたオリジナルビデオ「竹中直人の放送禁止テレビ」において視覚障害者を揶揄するようなコントを演じ、関連団体から批判を受けて謝罪した経緯があったため、「みんなに迷惑をかける」として開会式前日に組織委員会に辞退を申し出て、受け入れられたことが後日判明した[90][91]。
- 入場行進の際にキルギスやタジキスタンなどの一部の国の選手団がマスクを着用せずに入場したため、SNS上などで批判が相次いだ。大会組織委員会は該当国への注意は行わず、各国選手団の担当責任者に周知していくことを示したが、IOCは「露骨な場合は何らかの措置を講じる」として、警告する方針を明らかにした[92][93][94]。
- 天皇徳仁が開会宣言を読み上げた際、内閣総理大臣の菅義偉や東京都知事の小池百合子は着席したままであり、後に促されてから立ち上がった様子がテレビ・インターネット中継で放映されたため、SNSなどで「不敬である」と批判された[95][96]。後に組織委員会はIOC会長のトーマス・バッハが天皇に開会宣言を求める発言をしたため、起立を促す場内アナウンスを入れることが出来なかったとし、謝罪した[97]。
- 前述の事情から無観客での開催になったにもかかわらず、会場のオリンピックスタジアム周辺には多数の人が集まり、NTTドコモの携帯電話位置情報から推計した滞留人口調査によると、14時台は3,000人台後半だったのが開会式が近づくにつれ、人数も増加し、式典開始後の20時台には4,700人になり、式典終了後の23時台も約4,500人が会場周辺に残り、それ以後は未明まで減ることは殆ど無かった。これを受けて、大会組織委員会は自宅からのテレビ観戦を改めて呼び掛けるコメントを出した[94][98]。
- 開会式翌日の7月24日にTBS系列にて放送された『報道特集』において、オリンピックスタジアムの会場運営にあたるボランティア用の弁当やおにぎり数千食分が消費期限切れの前に廃棄されていたことが報じられた。組織委員会は同月28日の会見で開会式において、全体の4割にあたる約4000食分のフードロスが発生した事実を認め、謝罪した[99][100][101]。
- 最終聖火ランナーの点火時刻が日本時間で23時半を超えていた為、その時間に最終聖火ランナーまで聖火を運んだ小学生を聖火ランナーにするのは労働基準法第六章第六十一条及び東京都青少年の健全な育成に関する条例第15条の4、第16条に違反すると指摘されている[102][103][104]。
- 感染症対策や予算の関係で一部の企画がなくなり、出演がキャンセルされた演奏者がいた[105]。

## 主な出席者

### 開催国
- 日本
  - 天皇　徳仁（今上天皇）[106]
  - 内閣総理大臣　菅義偉[107]
  - 東京都知事　小池百合子
  - 東京オリンピック・パラリンピック競技大会組織委員会会長　橋本聖子[108]
  - 東京オリンピック・パラリンピック競技大会担当大臣　丸川珠代
  - 日本オリンピック委員会(JOC)会長　山下泰裕

### 政府代表団

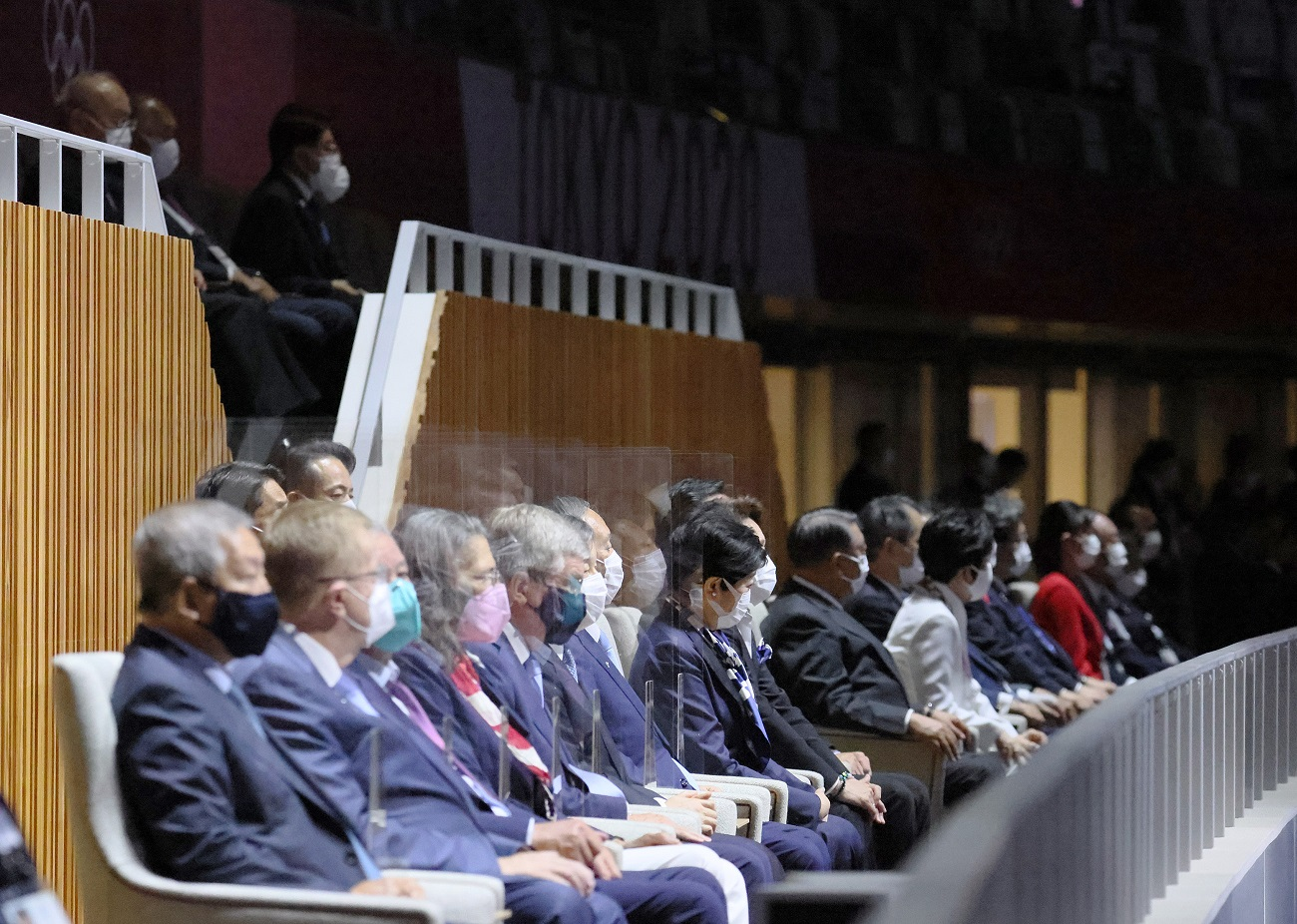
出席した高官ら

- アルメニア – アルメン・サルキシャン大統領[109]
- オーストラリア – リチャード・コルベック（英語版）スポーツ大臣（英語版）、アナスタシア・パラシェ（英語版）クイーンズランド州首相[110]
- 中華人民共和国 – 苟仲文（中国語版） - 中国オリンピック委員会主席（会長）[111]
- ブルガリア – アンドレイ・クズマノフ青年・スポーツ相[112]
- クロアチア – コリンダ・グラバル＝キタロヴィッチ元大統領[112]
- フランス – エマニュエル・マクロン大統領[106]
- イタリア – バレンチナ・ベッツァーリスポーツ庁長官[112]
- コソボ – ヴィヨサ・オスマニ大統領[113]
- ルクセンブルク – アンリ大公[112]
- モナコ – アルベール2世[114]
- モンゴル – ロブサンナムスライ・オユーンエルデネ首相[115]
- モンテネグロ – ズドラヴコ・クリヴォカピッチ首相[113]
- ポーランド – アンジェイ・ドゥダ大統領[106]
- サンマリノ – ジャン・カルロ・ヴェントゥリーニ（英語版）執政、マルコ・ニコリーニ（イタリア語版）執政[116]
- スロベニア - シモナ・クステッツ教育科学スポーツ相[117]
- 大韓民国 – 黄熙（朝鮮語版）文化体育観光部長官[118]
- 南スーダン – レベッカ・ニャンデン・デ・マビオール（英語版）第四副大統領（英語版）[119]
- スイス – ギー・パルムラン大統領[120]
- イギリス – ニジェル・ハドルストン（英語版）スポーツ・市民社会大臣（英語版）[112]
- アメリカ合衆国 – ジル・バイデン大統領夫人[106]

### 国際機関
- 国際オリンピック委員会 – 会長：トーマス・バッハ[121]
- 国際連合 – 前事務総長：潘基文[注釈 24][122][123]、国連難民高等弁務官：フィリッポ・グランディ（英語版）[119]
- 世界保健機関 – 事務局長：テドロス・アダノム[124]

### 備考
当初はオリンピックのTOPスポンサーを務める、トヨタ自動車社長の豊田章男やパナソニック社長の楠見雄規、プロクター・アンド・ギャンブル（P&G）の経営幹部らの出席が予定されていたが、開会式が無観客開催になったことやオリンピック開催に反対する国内世論も根強いことに配慮して欠席することを事前に発表した。この影響は東京オリンピックのオフィシャルパートナーにも波及し、日本電信電話（NTT）や味の素、日本電気（NEC）なども社長や役員などの出席見送りが相次いだ。前内閣総理大臣の安倍晋三や日本経済団体連合会会長の十倉雅和、日本商工会議所会頭の三村明夫、経済同友会代表の櫻田謙悟なども同様の理由で欠席した。

## 日本での放送

### テレビ
- NHK総合[132]、BS4K[133]
  - 実況：豊原謙二郎[注釈 26]、和久田麻由子
  - 放送時間：19:56 - 23:51（21分延長）[注釈 27]
- NHK BS8K[135]
  - 実況：三輪洋雄、森花子
  - 放送時間：19:55 - 23:55（25分延長）
- NHK BS1[136]
  - 放送時間：23:00 - 翌日2:30（録画放送）
- フジテレビ
  - 実況：中村光宏、宮司愛海（進行役兼任）
  - 進行役：村上信五（関ジャニ∞・フジテレビ系東京2020メインキャスター）
  - ゲスト：野村忠宏、宮里藍、松井秀喜
  - 放送時間：23:00 - 翌日1:00（録画）
- NHK Eテレ[137]
  - 7月24日 放送時間: 9:00 - 10:05（録画ダイジェスト）
  - 8月6日 放送時間:午前0:00 - 1:00 「手話で楽しむ！みんなの東京2020オリンピック開会式」（手話通訳付きダイジェスト版）[138][139][注釈 28]

### ラジオ
- 文化放送
  - 実況：山内宏明（ニッポン放送）
  - 解説：萩原智子
  - 放送時間：20:00 - 22:30
- NHKラジオ第1[140]
  - 実況：船岡久嗣アナウンサー
  - 解説：増田明美
  - 放送時間：20:00 - 23:55（25分延長）

### 視聴率
ビデオリサーチによると、NHK総合の世帯平均視聴率は56.4%（関東）、49.6%（関西）、49.6%（名古屋）、48.2%（北部九州）だったと7月26日に発表した。スマートテレビでの視聴データを調査している「TimeOn Analytics」の視聴率調査では、全国の視聴率は世帯42.2%、個人30.5％、13-19歳男女約19％、20-34歳男女約23％、35-64歳男性約24%、65歳以上男性約31%、35-49歳女性約34%、50-64歳女性約36%、65歳以上女性約41％であった。
IOCは8月3日の記者会見において、日本国内で7000万人、全世界で推定約6億人が視聴していたと発表した。